# 吳球事件
吳球事件是發生在台灣的反清事件，吳球率七人反清復明，但由於佯称一起反清的保长林盛過於害怕被殺向清廷告发，吴球起事失败，後來被清兵帶回北京處死刑。
西元1696年，吳球因不滿清政府暴政，而率眾欲起義。吳球與自稱明朝皇室後代的朱祐龍感情很深，吳球在當時被稱為大哥，原因是深受朋友的尊敬。吳球與大家推舉朱祐龍為首領，吳球為國師，以反清復明的名義就此展開了，後來還是因為兵力太少，軍力過弱的關係而失敗。